# Stigma (Wage War)
Stigma è il quinto album in studio del gruppo musicale statunitense Wage War, pubblicato il 21 giugno 2024 da Fearless Records.

## Tracce
1. The Show's About to Start – 3:17
2. Self Sacrifice – 2:57
3. Magnetic – 3:13
4. Nail5 – 2:34
5. Blur – 3:02
6. Tombstone – 2:58
7. Happy Hunting – 2:59
8. Hellbent – 3:05
9. In My Blood – 2:58
10. Is This How It Ends? – 3:59

## Formazione
- Briton Bond – voce
- Seth Blake – chitarra, cori
- Cody Quistad – chitarra, voce
- Chris Gaylord – basso, cori
- Stephen Kluesener – batteria